# Mark 39氫彈

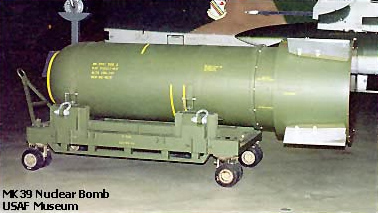
Mark 39氫彈

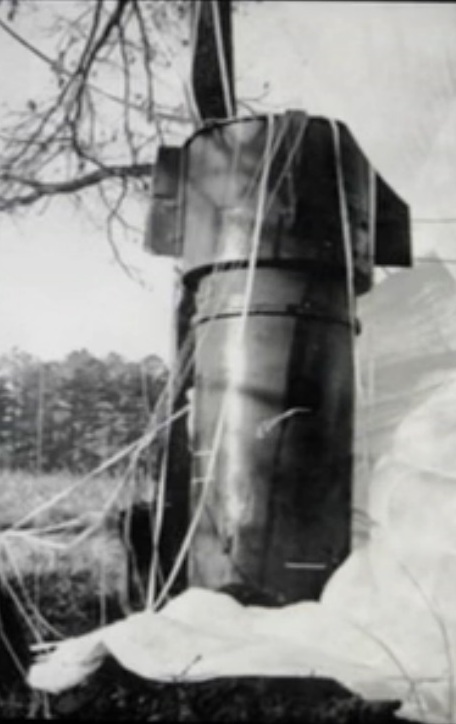
在1961年B-52同溫層堡壘轟炸機空難後尋獲的其中一枚Mark 39氫彈，被尋獲時發現其的五道爆炸程序已經打開

Mark 39核彈以及W39核彈頭是美國的一種熱核武器，它們於1957-1966年間服役。
Mark 39設計是一種熱核武器(參見泰勒-烏拉姆構型)，其爆炸當量為380萬噸。它重6,500-6,750磅(2,950-3,060 kg)，長11尺8寸(3.556 m)，直徑為2尺11寸(88.9 cm)。Mark 39是Mark 15核彈的改進型號(TX-15-X3和Mark 39 Mod 0的設計相同)。Mark 15是美國第一枚輕量熱核核彈。
W39核彈頭的直徑為35寸(89 cm)，長106寸(270 cm)，重6,230-6,400磅(2,830-2,900 kg)。W39用於SM-62 Snark導彈和PGM-11紅石短程彈道導彈上，由B-58轟炸機所攜帶。

## 戈爾茲伯勒事件
1961年1月24日，攜帶2枚Mark 39核彈的B-52同溫層堡壘戰略轟炸機在空中解體，於北卡羅來納州接近戈爾茲伯勒的地方墜毀。根據桑迪亞國家實驗室一名核安全主管Parker F. Jones所說，一份在2013年解密的1969年的報告指，Mark 39核彈有4道安全機制，其中一個在空中時無效。其中一枚炸彈的另外兩個安全機制「因轟炸機解體而失效」。因此，Jones注意到炸彈僅依靠第4道安全機制，一個簡單「隨時可被觸動的安全」(ready-safe)電子開關，來防止炸彈爆炸。
Broken Arrow: The Declassified History of U.S. Nuclear Weapons Accidents(中譯:《破損的箭矢:美國核武器事故的解密歷史》) 的作者Michael H. Maggelet 與James C. Oskins援引一份解密報告對這一說法提出異議。他們聲稱「準備就緒」(arm-ready)按鈕是處於安全位置，高壓電池並沒有啟動，這將阻礙對引爆炸彈所需的點火電路以及中子產生器進行充能，加上旋轉式安全開關被損壞，防止了x-元件(點火用電容器)的啟動。用於加速核融合的氚儲藏箱也已滿，尚未注入至武器的初級核彈中。這會導致武器初級核彈的爆炸當量明顯減少，並且這不能觸發武器的二階段核融合。

## 展品
一個Mark 39的外殼被展示在俄亥俄州西南部代頓的美國空軍國家博物館的冷戰廊台上。該炸彈是於1993年來自嘉德蘭空軍基地的國家核科學及歷史博物館（英語：National Museum of Nuclear Science & History）。